# 什泰伊
46°32′24″N 22°28′12″E / 46.54000°N 22.47000°E

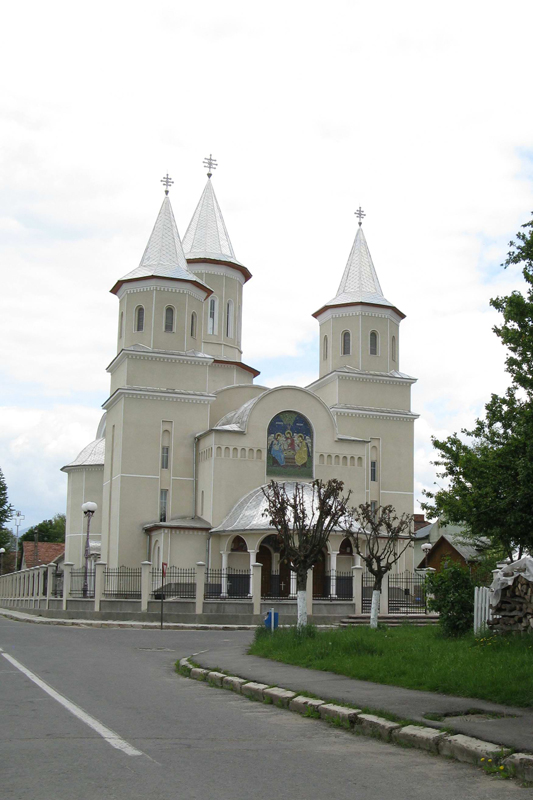

什泰伊（羅馬尼亞語：Ștei），是羅馬尼亞的城鎮，位於該國西部，由比霍爾縣負責管轄，面積6.6平方公里，海拔高度275米，2011年人口6,529，人口密度每平方公里994人。